# Districtul Kleve
Districtul Kleve este un district administrativ rural (germană Kreis) în landul Renania de Nord-Westfalia, Germania.